# Nigerianische Beachhandball-Nationalmannschaft der Männer
Die nigerianische Beachhandball-Nationalmannschaft der Männer repräsentiert den nigerianischen Handball-Verband als Auswahlmannschaft auf internationaler Ebene bei Länderspielen im Beachhandball.
Eine als Unterbau fungierende Nationalmannschaft der Junioren ist bislang ebenso wenig wie die Nigerianische Beachhandball-Nationalmannschaft der Frauen als weibliches Pendant aufgestellt worden.

## Geschichte
Die nigerianische Beachhandball-Nationalmannschaft der Männer wurde für die ersten African Beach Games 2019 im Santa Maria Beach Park auf der Insel Sal gegründet. Das Turnier in Kap Verde war das erste Turnier in dieser Sportart, das in Afrika für Nationalmannschaften ausgerichtet wurde. Die nigerianische Mannschaft verlor und gewann in ihrer Vorrundengruppe jeweils ein Spiel und erreichte als beste zweitplatzierte Mannschaft der drei Vierergruppen das Halbfinale. Dort musste sich die Mannschaft Togo ebenso wie im Spiel um Platz drei Marokko geschlagen geben und wurde am Ende Vierter.

## Teilnahmen
| World Games - 2001: nicht eingeladen - 2005: nicht eingeladen - 2009: nicht eingeladen - 2013: nicht qualifiziert - 2017: nicht qualifiziert - 2022: nicht qualifiziert | World Beach Games - 2019: nicht qualifiziert - 2023: nicht qualifiziert African Beach Games - 2019: 4. - 2023: | Weltmeisterschaften - 2001: nicht teilgenommen, ausgefallen - 2004: nicht qualifiziert - 2006: nicht qualifiziert - 2008: nicht qualifiziert - 2010: nicht qualifiziert - 2012: nicht qualifiziert - 2014: nicht qualifiziert - 2016: nicht qualifiziert - 2018: nicht qualifiziert - 2020: nicht qualifiziert, abgesagt - 2022: nicht qualifiziert |

- ABG 2019: Emeka Adigwe • Mohammed Bashar • Ibrahim Dikko • Naziru Ibrahim • Haruna Joseph • Jacob Kutau • Chris Ogedegbe • Andrew Ojo • Obinna Okwor[3]